# Sandeid
Sandeid est une localité du comté de Rogaland, en Norvège. Le village est situé à la tête du Sandeidfjorden, à environ 7 kilomètres au nord-ouest du village de Vikedal et à environ 11 kilomètres au sud du village d’Ølensjøen. Le village a une superficie de 0,63 kilomètre carré (160 acres) et une population (en 2019) de 664 habitants, soit une densité de population de 1054 habitants par kilomètre carré.
Sandeid dispose d’un abattoir, de sablières et d’une cimenterie. L’église de Sandeid est également située dans le village.

## Historique
Le village a été pendant de nombreuses années le centre administratif de l’ancienne municipalité de Sandeid, de 1923 à 1965, date à laquelle Sandeid a été fusionnée avec la municipalité de Vindafjord. Le village était alors le centre administratif de la municipalité de Vindafjord de 1965 à 2006. En 2006, la commune d’Ølen a fusionné avec Vindafjord. Depuis 2006, le centre administratif du Vindafjord est le village d’Ølensjøen dans ce qui était auparavant la municipalité d’Ølen.